# Tachovi csata
A tachovi csatát 1427. augusztus 4-én vívták Csehországban a husziták és a keresztesek. A kevés áldozattal járó ütközet a husziták győzelmét hozta, mivel az ellenük felvonuló keresztesek elmenekültek a csatatérről.

## Előzmények
A 14. század második felében Európa társadalmi és pénzügyi válságokat élt át. A krízis 1378 és 1417 között felerősödött a katolikus egyház belső válsága miatt. Ebben az időszakban két vagy három pápa is harcolt az egyházvezetői posztért. A helyzet reformkísérletekhez vezetett, amelyek az egyházon túl a feudális berendezkedés átalakítását is célozták. Ezek közül a legsikeresebb a huszita mozgalom volt, amelyet Husz János tudós prédikátor vezetett.
A mozgalom gyorsan elterjedt Csehországban, követői elsősorban cseh lovagok, polgárok és más közemberek voltak. A husziták komoly fegyveres erőt állítottak fel annak érdekében, hogy védekezni tudjanak külső ellenségeikkel (a katolikus egyház, a pápa, Luxemburgi Zsigmond és az általuk toborzott keresztes seregek), valamint belső ellenlábasaikkal (katolikus nemesek, a csehországi katolikus egyház és követői) szemben. Katonai vezetőjük Jan Žižka volt 1424-es haláláig. A tachovi csata a harmadik keresztes hadjárat egyik ütközete volt, a másik két alkalommal, 1420-ban, valamint 1421-1422-ben a pápáért harcoló seregek vereséget szenvedtek.
A husziták Nagy, más néven Kopasz Prokop vezetésével győzelmet arattak 1426-ban Ústí nad Labemnél, majd 1427-ben Světlánál, így Csehországon kívül tudták tartani a háborút. A husziták hadjáratokat folytattak a szomszédos országokban, és terjesztették hitvallásaikat. Ezeknek a támadásoknak elsősorban a német területek voltak kitéve, így onnan indult a harmadik kereszteshadjárat ötlete is. A Hohenzollern-házból származó I. Frigyes brandenburgi őrgrófnak sikerült is rábeszélnie V. Márton pápát a sereg összehívására. A pápa Henry Beaufort bíborost nevezte ki legátusának.
A keresztes hadjárat iránt a nemesek kevés érdeklődést mutattak, ezért parasztokat toboroztak. 1427 nyarának derekán a nagyjából 25 ezer fős keresztes had behatolt Délnyugat-Csehországba. I. Frigyes és a sereg élére kinevezett Ziegenhaini Ottó, Trier érseke vitái szinte megbénították a hadat. Szintén gyengítette a sereget Stříbro felesleges és sikertelen ostroma. A támadók Tachov felé vonultak vissza, amerre Prokop huszitái is tartottak.

## Az ütközet
A keresztesek Tachovtól északra vertek tábort, és várták, hogy megérkezzen az ellenség. Augusztus 2-án háromezer lovast küldtek a husziták elé Plaueni Henrik vezetésével, hogy lassítsák előrenyomulásukat és időt szerezzenek az előkészületekre. Az egység még az éjszaka visszaérkezett, anélkül, hogy megtámadta volna a huszitákat. Másnap a legyőzhetetlennek gondolt husziták közeledése miatti félelem és csüggedés miatt a keresztes alakulatok egymás után hagyták ott állásaikat és dezertáltak.
Amikor augusztus 4-én a husziták megérkeztek a városhoz, a keresztesek táborát szinte teljesen üresen találták, és könnyen legyőzték a menekülők utóvédjeit. Nehezebb feladat volt legyőzni a várost védő plzeňi katonákat, akik csak augusztus 11-én kapituláltak. A tachovi harcok a husziták számára jelentéktelen veszteséget hoztak, míg a keresztesek néhány száz embert veszítettek. Körülbelül ennyi katonájuk esett fogságba. A könnyű győzelem eredményeként megerősödtek a huszita mozgalom radikálisai, a táboriták. A harc Csehországból áthelyeződött Bajorországba, Rajnai Palotagrófságba, Szászországba, Sziléziába, Morvaországba és a mai Szlovákia területére.